# Лобае
Лобае — одна з 14 префектур Центральноафриканської Республіки.
Межує на південному заході з економічною префектурою Санга-Мері, на заході з префектурою Мамбере-Кадеі, на північному сході з префектурою Омбелла-Мпоко, на сході з Демократичною Республікою Конго, на півдні з Республікою Конго.